# NGC 6391
NGC 6391 est une galaxie elliptique (lenticulaire ?) située dans la constellation du Dragon. Sa vitesse par rapport au fond diffus cosmologique est de 8 054 ± 4 km/s, ce qui correspond à une distance de Hubble de 118,8 ± 8,3 Mpc (∼387 millions d'al). NGC 6391 a été découverte par l'astronome américain Lewis Swift en 1886.
En raison d'une brillance de surface égale à 14,00 mag/am2, on peut qualifier NGC 6391 de galaxie à faible brillance de surface (LSB en anglais pour low surface brightness). Les galaxies LSB sont des galaxies diffuses (D) avec une brillance de surface inférieure de moins d'une magnitude à celle du ciel nocturne ambiant.
À ce jour, une mesure non basée sur le décalage vers le rouge (redshift) donne une distance d'environ 118,000 Mpc (∼385 millions d'al). Cette valeur est l'intérieur des valeurs de la distance de Hubble.